# Basarbron

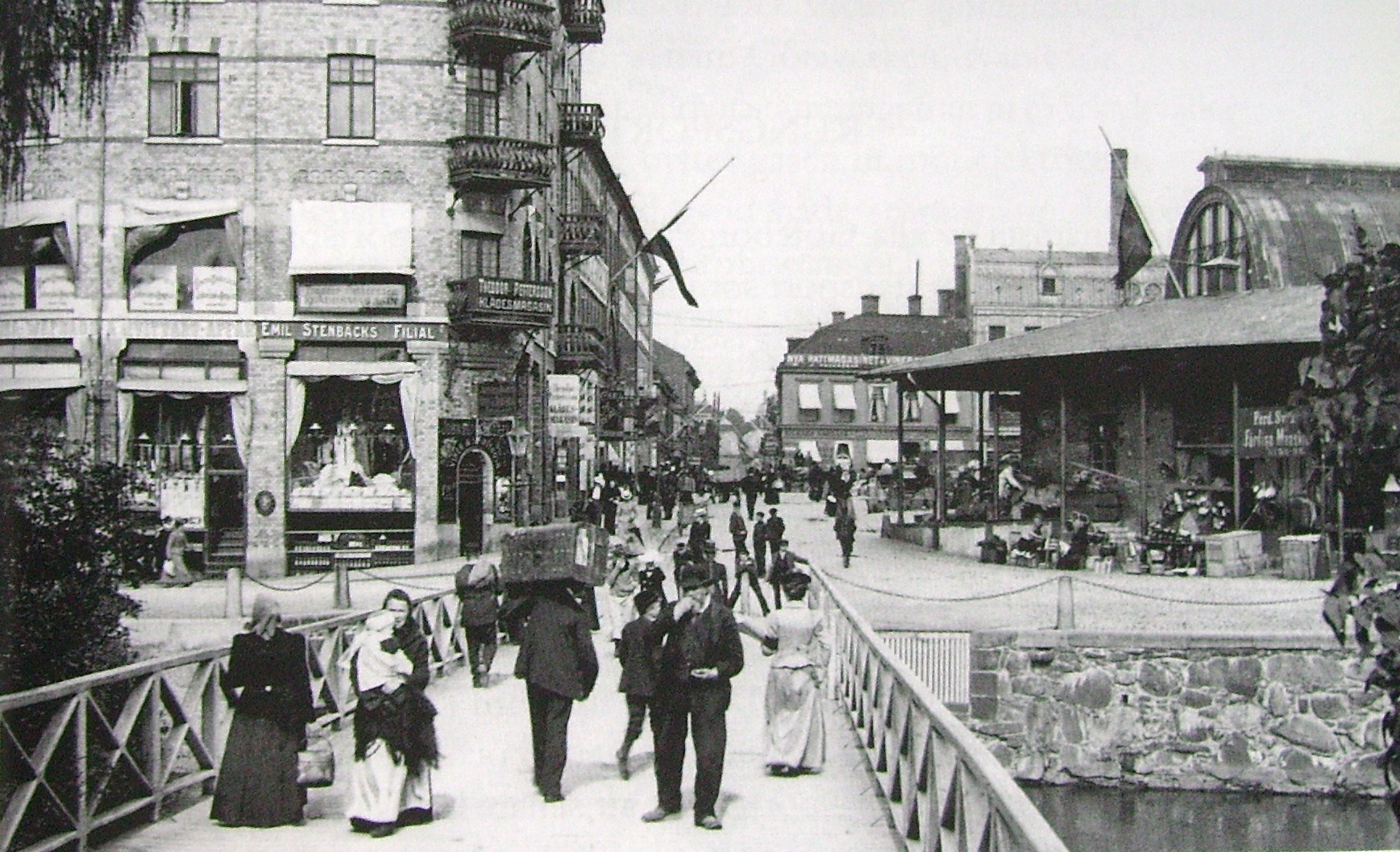
Basarbron år 1901.

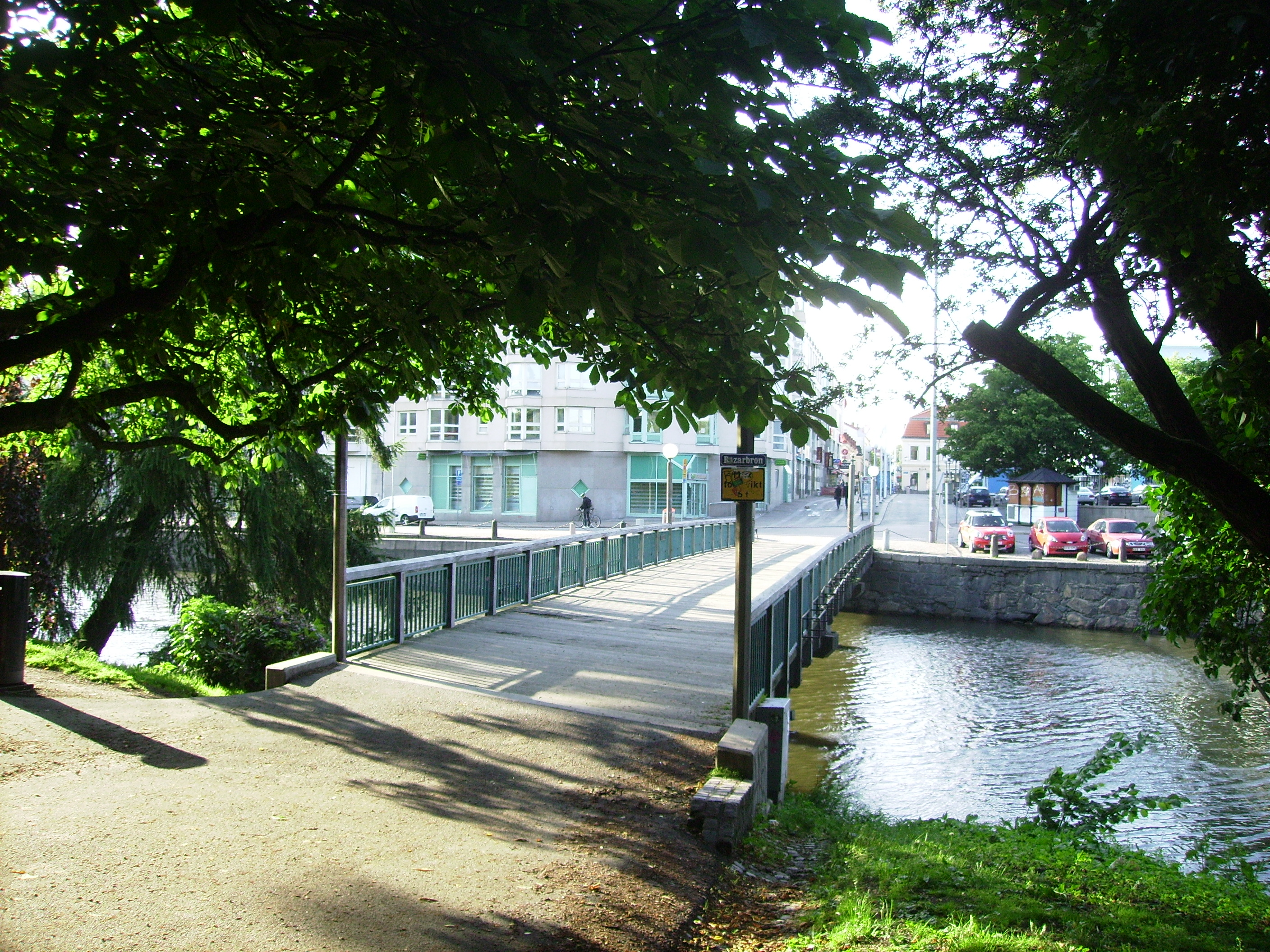
Basarbron år 2011.

Basarbron (eller Bazarbron) är en bro över Vallgraven i Göteborg. Den förbinder Kungstorget i Korsgatans förlängning med Kungsparken. Bron är inte avsedd för biltrafik.
Den ursprungliga bron byggdes år 1860 och fick sitt namn år 1883 efter de basarbyggnader som fanns på Kungstorget under åren 1850-1966. Det var en träbro på träpålar. Den ersattes av en ny bro år 1988. 
Vid årsskiftet 2021-22 har beläggningen från 1988 i tryckimpregnerad furu ersatts med nya trallar i exotiskt trä. Brons limträbalkar och övriga komponenter har behållits.